# Ngọc Sơn, Lạc Sơn
Ngọc Sơn là một xã thuộc huyện Lạc Sơn, tỉnh Hòa Bình, Việt Nam.
Xã Ngọc Sơn có diện tích 33,29 km², dân số năm 1999 là 1940 người, mật độ dân số đạt 58 người/km².